# Otoro (Volk)
Die Otoro leben in Sudan im Südosten der Nubaberge in der Gegend der Otoro-Hügel und gehören zu denjenigen schwarzafrikanischen Völkern, welche unter der Bezeichnung „Nuba“ zusammengefasst werden.
Ihre Bevölkerungszahl liegt bei rund 10.000 (Stand 2001), von denen die meisten keine Muslime sind. Die Sprache der Otoro-Nuba wird ebenfalls Otoro genannt und gehört zur Heiban-Untergruppe der Kordofanischen Sprachen.